# И Кетут Ариана
И Кетут Ариана (англ. I Ketut Ariana; род. 6 сентября 1989, Melaya, Бали) — индонезийский тяжелоатлет. Участник летних Олимпийских игр 2016 года, серебряный призёр чемпионата Азии 2013 года, чемпион Игр Юго-Восточной Азии 2017 года.

## Биография
И Кетут Ариана родился 6 сентября 1989 года в индонезийском селе Мелайя.
Трижды участвовал в чемпионатах мира по тяжёлой атлетике в весовой категории до 69 кг. В 2010 году в Анкаре не сделал ни одного зачётного подхода и выбыл из розыгрыша. В 2014 году в Алма-Ате занял 6-е место, подняв в сумме двоеборья 319 кг. В 2015 году в Хьюстоне занял 10-е место с результатом 321 кг.
В 2013 году завоевал серебряную медаль чемпионата Азии в Астане в весовой категории до 69 кг, подняв в сумме двоеборья 140 кг.
В 2016 году вошёл в состав сборной Индонезии на летних Олимпийских играх в Рио-де-Жанейро. В весовой категории до 69 кг не сделал ни одного зачётного подхода в рывке и выбыл из розыгрыша.
В 2017 году завоевал золотую медаль Игр Юго-Восточной Азии в Куала-Лумпуре в весовой категории до 77 кг с результатом 325 кг.